# شبکه معنایی
شبکه معنایی (به انگلیسی: semantic network) یا شبکه قاب (به انگلیسی: frame network) یک نوع پایگاه دانش است که «روابط معنایی بین مفاهیم» را در یک شبکه نمایش می دهد. 

## سازوکار
شبکه معنایی یک گراف جهت‌دار یا بدون‌جهت است که شامل:
- «راس‌ها» نمایش دهنده ی مفاهیم
- «یال‌ها» نمایش دهنده ی رابطه معنایی بین مفاهیم، تناظر یا اتصال پهنه‌های معنایی است.

یک شبکه معنایی استاندارد معمولا به صورت «سه‌تایی معنایی» بیان می‌شود.

## کاربرد
- از شبکه های معنایی معمولا برای بازنمود دانش استفاده می‌شود.

شبکه های معنایی در پردازش زبان‌های طبیعی کاربرد دارد،
مثلا در:
- تجزیه معنایی

- ابهام‌زدایی از مفهوم واژه[۱]

## مبانی شبکه معنایی
از شبکه های معنایی در موقعی که فردی دانشی دارد که آن دانش به صورت بهینه توسط «مجموعه ای از مفاهیم مرتبط با هم» که قابل فهم است استفاده می‌شود. بیشتر شبکه‌های معنایی براساس شناخت هستند.
شبکه های معنایی شامل یال‌ها و گره‌هایی هستند که قابلیت سازماندهی به یک سلسله‌مراتب طبقه‌بندی را دارد.
در شبکه‌های معنایی این ایده ها وجود دارد:
- فعال‌سازی گسترشی (Spreading activation)
- وراثت (inheritance)
- گره به عنوان پیش-شیء (nodes as proto-objects)[۱]

## مثال

### شبکه معنایی در Lisp
با استفاده از یک لیست انجمنی:
```
(
setq
 
*database*

'
((
canary
  
(
is-a
 
bird
)

           
(
color
 
yellow
)

           
(
size
 
small
))

  
(
penguin
 
(
is-a
 
bird
)

           
(
movement
 
swim
))

  
(
bird
    
(
is-a
 
vertebrate
)

           
(
has-part
 
wings
)

           
(
reproduction
 
egg-laying
))))

```

در این مثال از تابع «assoc» با کلید «canary» برای استخراج همه اطلاعات درباره نوع «canary» استفاده شده‌است.

### وردنت
یک مثال از شبکه معنایی وردنت است. وردنت یک پایگاه داده واژگانی به زبان انگلیسی است. این نرم افزار کلمات انگلیسی را به مجموعه های مترادف که «دایره مترادف (Synset)» نام دارد گروه‌بندی می‌کند، تعاریف کوتاه و عمومی تهیه می‌بیند، و رابطه‌های معنایی مختلف بین این مجموعه مترادف‌ها را ذخیره‌سازی می‌کند.
بعضی از معمول ترین رابطه‌های معنایی تعریف شده از این قرار است:
- جزءواژگی:  (A یک جزءواژه B است اگر A بخشی از B باشد). meronymy
- کل‌واژه (B یک کل‌واژه A است اگر B شامل A باشد).  holonymy
- تابعیت (A از B تبعیت دارد؛ A نوعی از B است). hyponymy یا troponymy
- مافوق بودن (A مافوق B است). hypernymy
- مترادف بودن (A به همام چیزی اشاره می کند که B اشاره می کند). synonymy
- متضاد (A به چیزی اشاره می‌کند که متضاد با آنچیزی است که B به آن اشاره می کند). antonymy

ویژگی‌های وردنت از دیدگاه نظریه شبکه مطالعه شده است، و با دیگر شبکه‌های معنایی ساخته شده مثل گنجواژه روژه و فعالیت انجمن واژه مقایسه شده است. از این دیدگاه هر سه آن‌ها ساختار شبکه جهان‌کوچک دارند.